# Семич
Семич (словен. Semič) — поселення в общині Семич, регіон Південно-Східна Словенія, Словенія.